# Vicia tetrantha
Vicia tetrantha là một loài thực vật có hoa trong họ Đậu. Loài này được H.W.Kung miêu tả khoa học đầu tiên.